# 提摩太後書
《提摩太後書》或譯《弟茂德後書》（希臘語：ΠΡΟΣ ΤΙΜΟΘΕΟΝ Β΄），是新约圣经中的一卷，通常列於第16卷。由于提摩太前书、提摩太后书和提多书这三卷圣经的对象是教会牧者，因此亦称为教牧书信。多数当代学者认为该书写于保罗死后。
《提摩太後書》主題：對召會敗落的预防劑。

## 作者
在提摩太後書的开头，清楚表明这封书信的作者是使徒保罗。对于这一点在早期教会中并无异议。不过到1807年，德国神学家弗里德里希·施莱尔马赫开始对此提出挑战。此后有一些学者接受了他的看法，引用一些疑难问题，否定保罗是该书的作者，认为提摩太前书应该是较晚期的作品，例如诺曼·佩兰、理查德·赫德、罗伯特·格兰特。不过，仍有许多学者，特别是福音派背景者，坚信保罗是该书的作者，例如丹尼尔·华莱士、奈特·费、维斯林顿三世、约翰逊、斯托特和唐纳。

## 受者
同样，在提摩太後書的开头，也清楚说出这封书信的收信人是提摩太。提摩太生長於路司得，父為希臘人，母為猶太人。他自幼受祖母及母親影響，熟習舊約聖經。由於提摩太十分長進，為人可靠，保羅便帶他參與第二次佈道旅程的工作。此後提摩太與保羅到處宣教，成為親密的同工。

## 写作时间
通常认为，提摩太後書是保羅書信中最後寫成的一卷。他寫了提摩太前書後，第二次被捕，再度被囚於羅馬監獄，在此時他寫了提摩太後書，時間約在主後65年，受書者為提摩太。從信中可知，保羅知道自己殉道的日子已經很近了，因此寫信切切囑咐提摩太，要堅持作工的心志，不要灰心，教導信徒持守真理，並請提摩太趕快到羅馬，因保羅想見他。

## 写作背景
在提摩太後書中，提到这封书信是写于罗马监狱。保羅在羅馬再度繫身囹圄，但這次監禁卻比第一次艱難得多。時為公元65年左右。公元64年7月，一場大火災席捲羅馬全城，市內14區中有10個區大受破壞。
據羅馬歷史家塔西佗報導，尼祿王無法“禁絶民間一項流傳，認為這場大火是由王下令縱放的，尼祿於是把心一橫，向一群稱為基督徒而一直受人憎恨的人施以各種酷刑。⋯⋯結果有許多人被定罪，其實非因縱火，而是由於他們憎恨人類。他們在死前受盡凌辱。他們被逼披上獸皮，慘遭惡犬撕裂，或被釘在十字架上，或在夜幕低垂時被人活活燒死，把這些熊熊的火光當作照明之用。尼祿以御花園作刑場。⋯⋯這引起了人們的惻隱之心； 因為他這樣行顯然不是為了大衆的好處，而是僅為了滿足一己的殘酷獸性把别人毁滅。”
很可能在這段猛烈的迫害時期中，保羅再次在羅馬被囚，鋃鐺入獄。他並沒有期望獲得釋放，而是等待最後的判決和死亡。這時訪者稀少，事實上，若有任何人敢公然自認是基督徒，就必須冒着被捕及折磨至死的危險。是故保羅感激地論及來自以弗所的訪客説：“願主憐憫阿尼色弗一家的人；因他屢次使我暢快，不以我的鎖鏈為恥，反倒在羅馬的時候，殷勤地找我，並且找着了。”（提摩太后书1章16-17節）在死亡的陰影下，保羅把自己稱為“憑上帝的旨意、按照與基督耶穌聯合的生命應許作基督耶穌使徒的保羅”。（提摩太后书1章1节）由此可见，保羅知道自己正等待獲得“與基督聯合的生命”。
他的傳道工作遍及當時已知的世界的多個主要城市，從耶路撒冷至羅馬，甚至可能遠及西班牙。他忠信地完成了自己的人生旅程。

## 本書大綱
1. 問安與感恩（1章1-5節）
2. 鼓勵勿因福音受苦為恥（1章6-18節）
3. 如基督精兵般學習教導（2章1-26節）
4. 末世背道與得救智慧（3章1-17節）
5. 最後的勸勉與遺言（4章1-18節）
6. 祝福（4章19-22節）

## 主要内容
（覆蓋提摩太後書第1章）不斷持守健全話語的模式。保羅告訴提摩太，他從沒有在禱告中忘記他，而且切切想見他。他記得提摩太懷有無偽的信心，而這信心起先是他祖母羅以和他母親友妮基所懷有的。提摩太應當把他所持有的恩賜像火一樣挑旺起來，因為上帝所賜的不是怯懦的靈，而是力量、愛心、頭腦健全的靈。因此，他不要以作見證及為好消息受苦為恥，因為上帝的非配得仁慈藉着救主基督耶穌已經清楚彰顯出來。提摩太應當“不斷持守”他從保羅聽見的“健全話語的模式”， 並且好好保守這美好的委託。
（覆蓋提摩太後書第2章）提摩太要把他從保羅學得的知識傳給忠信的人，使他們有適當資格轉而教導别人。提摩太必須證明自己是基督的精兵。當兵的人不會捲入商業的事務裏。此外，在競賽中獲得冠冕的人必須按照規則競賽。若要具有辨識力，提摩太需要不住沉思保羅的話。
他必須牢記及提醒别人記住的重要事情是：「耶穌基督乃是大衛的後裔，祂從死裡復活。」與基督聯合的拯救和永遠的榮耀、與祂一同作王──這一切都是保持忍耐的選民所得的獎賞。提摩太必須竭力在上帝面前作蒙嘉許的工人，遠避違反聖潔標準的空談，因這些話語會像壞疽一樣蔓延。就像在大家宅裏，貴重的器皿會跟不貴重的器皿分開擺放，故此保羅勸勉提摩太説：“要逃避少年人的私慾，同那清心禱告主的人追求公義、仁愛、信德與和平。”主的奴隸需以温柔待衆人，具備資格教導人，並用温和的態度勸導人。。
（覆蓋提摩太後書第3章）在末期，難以應付的危難時期會來到，人會徒具敬虔的外表，“常常學習，但總是無法對真理達到確切的認識”。可是，提摩太卻一直密切跟從保羅的教訓和生活方式，和他一同忍受逼迫。在這一切事上，主都把保羅拯救出來。“事實上”，他補充説，“所有想與基督耶穌有關地過敬虔效忠生活的人，也將要受逼迫。”然而，提摩太應當繼續持守他從嬰孩時期所學到的事物，而這些事可以使他有得救的智慧，因為“聖經全部都是上帝所感示的，⋯⋯都是有益的”。

### 末后的艰难时期
在提摩太後書3章1-13節，保罗预言末世的危險。保罗首先说到，末世必有危险的日子，但是按照比较接近原文的新旧库译本、圣经新译本或者恢复本，都将“末世”译为“末后的日子”，“危险”译为“艰难”。在12节，保罗就具体地说到“所有立志在基督耶稣裡过敬虔生活的，都必遭受迫害。”
保罗在预言末后必有艰难时期之后，随后列举了至少19种罪恶或败坏：“人要成为爱自己者、爱钱财者、自夸者、狂傲的、毁谤者、违背父母的、忘恩负义的、不圣的、无亲情的、不解怨（不肯和解）的、好说谗言者、不能自约的、性情凶暴的、不爱良善者、卖主卖友者、魯莽行事的、为高傲所蒙蔽的，宁愿作爱宴乐者，不愿作爱神者，有敬虔的外形，却否定敬虔的能力” （另一2001年完成的译文为：人必專愛自己，貪愛錢財，自負，高傲，褻瀆，忤逆父母，忘恩負義，不忠貞，沒有親情，不願意達成協議，毁謗人，漫無自制，兇悍，不愛良善，出賣别人，剛愎自用，驕傲自大，愛享樂不愛上帝，有敬虔的形式，卻沒有體現敬虔的力量。）。这些罪恶不但描绘非基督徒中间邪恶的光景，而且描绘败落的宗教堕落的光景，因为在5节说到“有敬虔的外形”。其中至少提到4类爱者：爱自己者、爱钱财者、爱宴乐者、爱神者；以及两类不爱者：不爱良善者和不爱神者。信徒是那一类的爱者，将决定教会是有得胜的荣耀日子，还是败落的艰难日子。根据启示录2章，教会败落的根源是失去对主起初的爱。

### 对圣经的尊重
在提摩太後書3章14-17節，保罗特别强调对圣经真理的尊重。《提摩太後書生命读经》中解释说，圣经中神圣的话，就是预防上述败落的抗毒剂。
对于提摩太後書3章16節，各种中文译本的翻译有略微的差异：
- 和合本──圣经都是神所默示的，于教训，督责，使人归正，教导人学义，都是有益的。
- 新译本──全部圣经都是神所默示的，在教训、责备、矫正和公义的训练各方面，都是有益的。
- 恢复本──圣经都是神的呼出，对于教训、督责、改正、在义上的教导，都是有益的。
- 吕振中译本──每一部受上帝灵感的经典、对于教导、对于指责、对于规正、对于训练人正义，全都有益。

（覆蓋提摩太後書第4章）在这一章节，保罗勉励提摩太徹底完成服事職務。保羅囑咐提摩太要懷着緊急之感去“傳講那話語”。時候將會來到，人不會接受健全的教訓，反倒轉向假教師，但提摩太卻必須事事留神，從事傳福音者的工作，徹底完成他的服事職務。保羅看出自己離世的時候快到了。他滿心喜樂，因為那美好的仗他已經打過了，路程已經跑到終點，信仰也已經遵守了。現在他滿懷信心地期待獲得“公義的冠冕”為獎賞。
這章也提到幾個保羅初期的助手（4:10），有底马放棄了傳教事業，其他幾個都派遣到各地去進行職務，只有路加留在他身邊；保羅還請提摩太要記得把他忘在他人家的大衣順帶的帶來羅馬（4:13），顯示了一絲生活味。

### 以要来的奖赏鼓励
- 在提摩太後書4章1-2節，保罗以主的显现和祂的国度，来鼓励年轻的提摩太。在提后四章二节并嘱咐他说：“务要传道；无论时机是否适合，都要常作准备；要以多方的忍耐和教训责备人、警戒人、劝勉人。”[27]
- 在4章6节，保罗指出自己将要殉道：“我已经被浇奠；我离世的时候也到了。”。
- 在4章7节保罗题起三件事：打美好的仗，跑当跑的赛程，以及守住当守的信仰。
- 在4章8節，保罗说到他确信“公义的冠冕”的赏赐在那日为他以及“凡爱慕祂显现的人”（上述奔跑赛程的得胜者）存留。

### 對工作之交代
对于提摩太後書4章9-18節，有些解经家认为是保罗对同工的工作有所安排、交代，但是也有解经家认为这一段是说到教会败落的2个结果：爱现今的世代，以及行许多的恶事。由于“底马贪爱现今的世界”，“离弃我到帖撒罗尼迦去”，保罗吩咐提摩太尽快到他那里去。

## 基督新教觀點

### 留意圣经的教导
保羅在寫給提摩太的第二封信中说：“聖經全部都是上帝所感示而有益的。於教訓、督責、使人歸正，教導人學義都是有益的，叫屬上帝的人得以完全，預備行各樣的善事。”（提摩太后书3:16-17）因此這封信强調“教訓”的益處。所有愛好公義的人都會留意信中的明智勸告，“当竭力在上帝面前得蒙喜悦，作无愧的工人，按着正意分解真理的道。”像在提摩太日子以弗所城裏的人一樣，現今也有人喜歡作“愚拙無學問的辯論”。保罗指出，這些人雖“常常學習，卻終久不能明白真道”；拒絶“純正的道理”，只喜歡那些迎合他們的自私心意的教師。
為了避免受世俗影響所污染，基督徒必須以信心和愛心繼續持守純正話語的模式。此外，組織也急需有更多人在會衆內外具備適當的資格去教導别人，像屬主耶稣的人提摩太一樣。人若毅然負起這項責任，成為善於以温柔教導人，“用充分的恆忍和教導藝術”去傳講真理，這樣的人便快樂了！

### 教导儿女，提防谬误
正如保羅指出，由於羅以和友妮基的慈愛教導，提摩太“從嬰孩時期”便認識聖經。這表明今日的兒童也應當“從嬰孩時期”便受到聖經的教導。但是人長大之後，先前有如火苗的熱心若開始冷卻。保羅的建議是將火苗再次挑旺起來，表現“力量、愛心和頭腦健全的靈”，繼續保持無偽的信心。他透露“末期”會是一段充滿犯罪難題和謬誤主張的危難時期。由於這緣故，所有人──特别是年輕人，必須事事留神，徹底完成他們的服事職務。

### 争取生命的奖赏
獎賞是值得爭取的。論到這件事，保羅將讀者的注意引到王國種子之上，説：“要記念耶穌基督乃是大衛的種子，祂從死裏復活，正合乎我所傳的福音。”保羅的希望是要與這種子保持聯合。後來他以勝利的口吻談及他行將以身殉道一事，説：“從此以後，有公義的冠冕為我存留，就是按着公義審判的主到了那日要賜給我的；不但賜給我，也賜給凡愛慕他顯現的人。”那些能够回顧多年的忠信服務而説出同樣話來的人快樂了！可是，這需要基督徒在現今便忠貞地努力服務，愛慕耶穌基督的顯現，並且表現出保羅寫以下一段話時所懷的信心：“主必救我脱離諸般的兇惡，也必救我進祂的天國。願榮耀歸給他，直到永永遠遠。阿們。”

## 参看
- 提摩太前书
- 提多书
- 使徒行传
- 使徒保罗
- 保罗书信

### 阅读圣经
- 提摩太後書 （页面存档备份，存于）
- 提摩太后书 （页面存档备份，存于）